# Pardis Sabeti
Pardis Christine Sabeti (persiska: پردیس ثابتی), född 25 december 1975 i Teheran i Iran, är en iransk-amerikansk  beräkningsbiolog och genetiker.
Sabeti har utvecklat en statistisk metod inom bioinformatiken
som identifierar de delar av genomet som har påverkats av ett naturligt urval och en  algoritm som förklarar hur genetiken påverkar hur sjukdomar utvecklas.
År 2014 ingick hon i en forskargrupp, ledd av genetikern Christian Happi från Kamerun, som använde DNA-sekvensering för att identifiera smittovägarna under Ebolautbrottet i Västafrika 2014. Man fann förändringar i RNA som indikerar att efter den första  smittan från djur till människa skedde all annan smitta mellan människor. Gruppens arbete ledde till att hon, och andra som kämpade mot Ebola, utnämndes till Persons of the Year av tidskriften Time 2014 och året efter utsågs hon till en av världens 100 mest inflytelserika personer av samma tidskrift.
Sabeti är professor i biologi vid  Harvard University och chef för forskningscentret Sabeti Lab. Hon är också sångerska och låtskrivare för rockbandet Thousand Days och värd på Against All Odds: Inside Statistics, en serie utbildningsprogram som bland annat används i undervisningen i High school.